# Niederbipp
Niederbipp (toponimo tedesco) è un comune svizzero di 4 717 abitanti del Canton Berna, nella regione dell'Emmental-Alta Argovia (circondario dell'Alta Argovia).

## Storia
Il primo insediamento medievale, Waldkirch, fu abbandonato nel XVI secolo.

## Monumenti e luoghi d'interesse

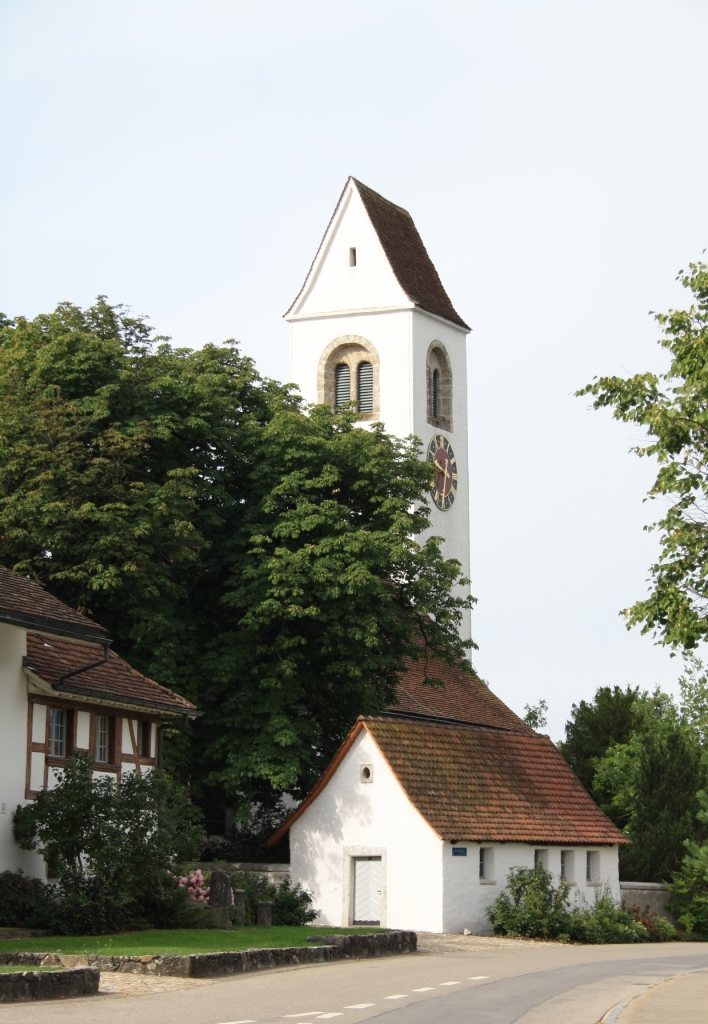
La chiesa riformata

- Chiesa riformata, attestata dal 1263 e ricostruita nel XVII e nel XVIII secolo[1].

## Società

### Evoluzione demografica
L'evoluzione demografica è riportata nella seguente tabella:
Abitanti censiti

## Infrastrutture e trasporti

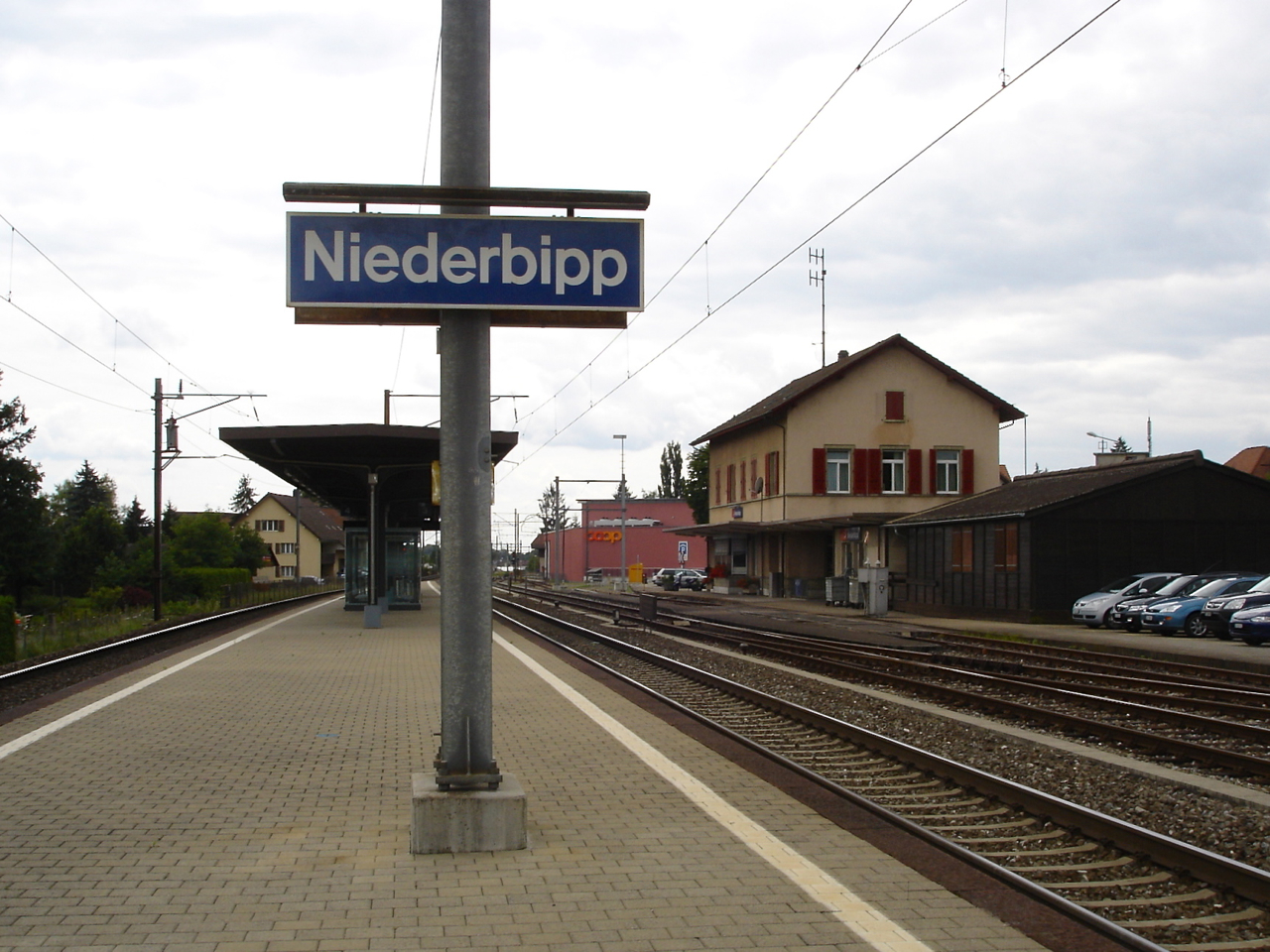
La stazione di Niederbipp

Niederbipp è servito dalla stazione di Niederbipp sulle ferrovie Losanna-Olten, Soletta-Niederbipp e Langenthal-Oensingen (lungo la quale si trovano anche le stazioni di Niederbipp Dorf e di Niederbipp Industrie).

## Amministrazione
Ogni famiglia originaria del luogo fa parte del cosiddetto comune patriziale e ha la responsabilità della manutenzione di ogni bene ricadente all'interno dei confini del comune.

### Gemellaggi
- Matino[senza fonte]